# Lil Wayne/Auszeichnungen für Musikverkäufe

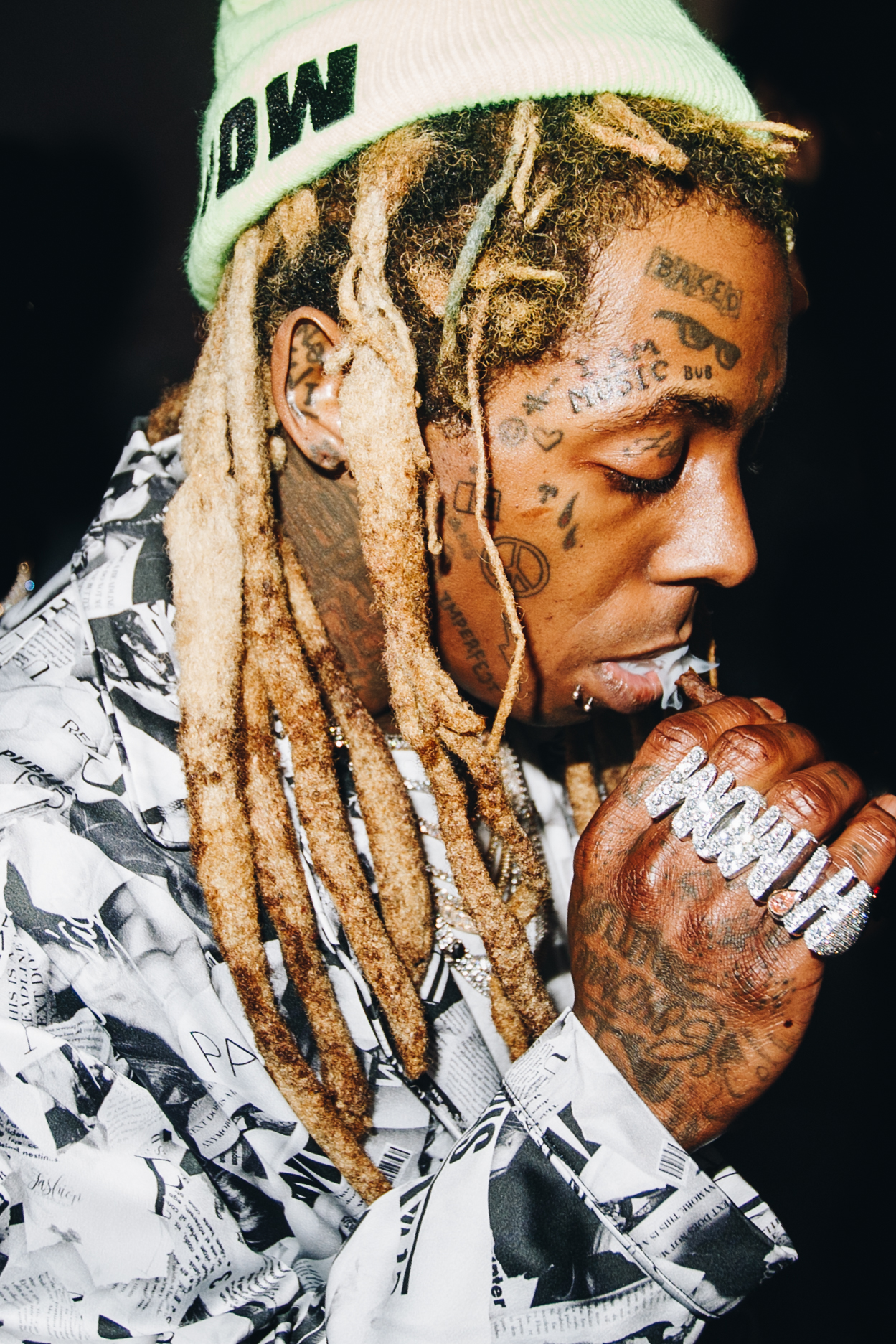
Lil Wayne (2020)

Dies ist eine Übersicht über die Auszeichnungen für Musikverkäufe des US-amerikanischen Rappers Lil Wayne. Die Auszeichnungen finden sich nach ihrer Art (Gold, Platin usw.), nach Staaten getrennt in chronologischer Reihenfolge, geordnet sowie nach den Tonträgern selbst, ebenfalls in chronologischer Reihenfolge, getrennt nach Medium (Alben, Singles usw.), wieder.

## Auszeichnungen
| - Vereinigtes Königreich - 2016: für die Autorenbeteiligung Trouble (Offaiah) - 2018: für die Single I Can Transform Ya - 2018: für die Single No Problem - 2019: für die Single Soldier - 2019: für die Single I’m on One - 2020: für die Single HYFR (Hell Ya Fuckin’ Right) - 2021: für die Single Right Above It - 2021: für die Single High School - 2022: für die Single 6 Foot 7 Foot - 2022: für die Single Beware - 2023: für die Single Mrs. Officer - 2023: für die Single No Frauds - 2023: für die Single Motivation - 2023: für die Single All The Time - 2023: für die Single I’m So Paid - 2023: für die Single Good Form - 2024: für das Album Tha Carter V - 2024: für die Single How to Love - 2025: für die Single She Will - 2025: für die Single Gimme That - 2025: für das Lied Scared of the Dark - Australien - 2005: für die Single Soldier - 2012: für die Single I Can Only Imagine - 2019: für das Album Tha Carter III - 2019: für die Single Right Above It - 2019: für die Single Love Me - 2022: für das Lied Jealous - 2024: für das Lied Annihilate - 2024: für die Single Rich Sex - 2024: für die Single HYFR (Hell Ya Fuckin’ Right) - Belgien - 2016: für die Single Sucker For Pain - Brasilien - 2024: für die Single Beware - 2024: für die Single Forever (Drake-Lied) - 2024: für die Single Down - 2024: für die Single 6 Foot 7 Foot - 2024: für die Single Drop the World - 2024: für die Single No Frauds - 2024: für das Lied Annihilate - 2024: für die Single I’m on One - 2024: für die Single Motivation - Dänemark - 2012: für die Single Dedication to My Ex (Miss That) - 2012: für das Streaming Dedication to My Ex (Miss That) - 2013: für die Single Mirror - 2013: für das Streaming Look at Me Now - 2014: für das Streaming Love Me Again - 2020: für das Album Tha Carter IV - 2021: für die Single Lollipop - 2023: für die Single All The Time - 2023: für das Album Tha Carter III - 2023: für die Single No Love - 2023: für die Single Forever (Drake-Lied) - Deutschland - 2018: für die Single Down - 2018: für die Single Lollipop - 2023: für die Single Let It Rock - 2023: für die Single A Milli - 2023: für die Single Mirror - 2023: für die Single I’m Into You - 2023: für die Single No Love - Frankreich - 2021: für die Single Whats Poppin (Remix) - Italien - 2010: für die Single Revolver - 2011: für die Single I’m Into You - Japan - 2022: für das Streaming I’m the One - Kanada - 2009: für die Single We Takin’ Over - 2012: für die Single I’m Into You - 2012: für die Single Strange Clouds - 2013: für das Album I Am Not a Human Being II - 2017: für die Single No Frauds - 2018: für die Single Uproar - 2018: für die Single Order More - 2023: für die Single Ay! - Neuseeland - 2005: für die Single Soldier - 2009: für die Single Mrs. Officer - 2009: für die Single Let It Rock - 2011: für die Single Dedication to My Ex (Miss That) - 2015: für die Single Drop the World - 2023: für das Album Tha Carter V - 2025: für das Album I Am Not a Human Being II - Niederlande - 2025: für das Album Tha Carter III - Norwegen - 2012: für die Single I Can Transform Ya - Österreich - 2024: für die Single No Love - Polen - 2017: für die Single Let Me Love You - 2017: für die Single I’m the One - Portugal - 2022: für die Single Let Me Love You - Schweiz - 2011: für die Single I’m Into You - 2016: für die Single Sucker For Pain - Vereinigte Staaten - 2001: für das Album Lights Out - 2002: für das Album 500 Degreez - 2006: für das Album Like Father, Like Son - 2007: für den Mastertone Make It Rain - 2007: für den Mastertone Gimme That - 2008: für den Mastertone Love in This Club, Part II - 2008: für die Single Pop Bottles - 2009: für den Mastertone Sweetest Girl (Dollar Bill) - 2010: für die Single Give It Up to Me - 2011: für die Single Dirty Dancer - 2011: für die Single Miss Me - 2012: für die Single Gonorrhea - 2012: für die Single Always Strapped - 2012: für die Single I’m Into You - 2014: für die Single Hot Revolver - 2016: für die Single How Many Times - 2016: für die Autorenbeteiligung Team (Iggy Azalea) - 2019: für die Single Women Lie, Men Lie - 2020: für das Lied Jealous - 2020: für die Single MFN Right - 2020: für das Lied See You in My Nightmares - 2021: für die Single 9 Piece - 2021: für das Lied Thug Cry - 2022: für das Lied Forever (Lil Baby-Lied) - 2022: für die Single Buy The World - 2022: für das Lied Smuckers - 2022: für die Single Karate Chop (Remix) - 2023: für das Lied God Did - 2023: für das Lied Hot Wind Blows - 2023: für die Single Gotta Lotta - 2023: für die Single Cuddy Buddy - 2023: für das Lied Barry Bonds - 2025: für die Single Welcome to My Hood - Vereinigtes Königreich - 2008: für das Album Tha Carter III - 2013: für die Single Dedication to My Ex (Miss That) - 2019: für das Album Tha Carter IV - 2021: für die Single Truffle Butter - 2023: für die Single Look at Me Now - 2023: für die Single A Milli - 2023: für die Single Let It Rock - 2025: für die Single Let Me Love You - 2025: für die Single You - 2025: für das Album I Am Music - 2025: für die Single Drop the World - 2025: für die Single I’m Into You | - Australien - 2009: für die Single Let It Rock - 2010: für die Single I Made It (Cash Money Heroes) - 2011: für die Single Dirty Dancer - 2016: für die Single Sucker for Pain - 2019: für die Single I Can Transform Ya - 2019: für die Single How to Love - 2019: für die Single Drop the World - 2023: für die Single Let Me Love You - 2024: für die Single Good Form - 2024: für die Single Truffle Butter - 2024: für die Single High School - 2024: für die Single No Frauds - Belgien - 2017: für die Single I’m the One - 2019: für die Autorenbeteiligung In My Feelings (Drake) - Brasilien - 2008: für die Single Gimme That - 2022: für die Single Whats Poppin (Remix) - 2023: für die Single I’m So Paid - 2024: für die Single Good Form - 2024: für die Single How to Love - 2024: für die Single Love Me - 2024: für das Lied Scared of the Dark - 2024: für die Autorenbeteiligung Team (Iggy Azalea) - 2024: für die Single Only - Dänemark - 2018: für die Single Sucker For Pain - 2019: für die Autorenbeteiligung In My Feelings (Drake) - 2021: für die Single Down - 2023: für die Single Loyal (mit French Montana) - Deutschland - 2017: für die Single Sucker For Pain - 2017: für die Single I’m the One - 2023: für die Single Loyal (mit Too $hort) - Frankreich - 2017: für die Single Sucker For Pain - 2021: für die Single Corazón - Kanada - 2012: für die Single Dirty Dancer - 2019: für die Single Pop That - 2024: für die Single Gang Gang - 2025: für das Lied Sticky - Mexiko - 2018: für die Autorenbeteiligung In My Feelings (Drake) - Neuseeland - 2010: für die Single I Can Transform Ya - 2018: für die Single No Problem - 2020: für die Single Only - 2022: für die Single No Love - 2022: für die Single Forever (Drake-Lied) - 2022: für die Single Sweetest Girl (Dollar Bill) - 2023: für die Single Truffle Butter - 2023: für die Single All The Time - 2024: für das Album Tha Carter IV - 2024: für die Single Love in This Club, Part II - 2024: für die Single Love U Better - Norwegen - 2012: für die Single Look at Me Now - Österreich - 2019: für die Single I’m the One - Polen - 2021: für die Autorenbeteiligung In My Feelings (Drake) - Portugal - 2019: für die Single Sucker For Pain - Schweden - 2011: für die Single Down - 2018: für die Autorenbeteiligung In My Feelings (Drake) - Spanien - 2017: für die Single I’m the One - 2018: für die Autorenbeteiligung In My Feelings (Drake) - 2024: für die Single Sucker For Pain - Vereinigte Staaten - 1999: für das Album Tha Block Is Hot - 2006: für den Mastertone Soldier - 2007: für den Mastertone Fireman - 2007: für den Mastertone Stuntin’ Like My Daddy - 2007: für die Single Leather So Soft - 2007: für die Single Make It Rain - 2007: für die Single Duffle Bag Boy - 2008: für den Mastertone A Milli - 2008: für den Mastertone Mrs. Officer - 2008: für die Single Sweetest Girl (Dollar Bill) - 2009: für die Single Hustler Musik - 2009: für den Mastertone Hustler Musik - 2009: für den Mastertone Pop Bottles - 2009: für den Mastertone Can’t Believe It - 2010: für den Mastertone Bedrock - 2010: für die Single I’m So Paid - 2010: für die Single I Made It (Cash Money Heroes) - 2010: für die Single We Takin’ Over - 2015: für den Mastertone Best I Ever Had (Drake) - 2011: für die Single Turnin Me On - 2012: für die Single I’m Goin’ In - 2012: für die Single Money To Blow - 2013: für die Single Stuntin’ Like My Daddy - 2013: für die Single Bandz a Make Her Dance - 2013: für die Single Swagga Like Us - 2014: für die Single My Homies Still - 2016: für die Single Bow Chica Wow Wow - 2017: für die Single Gimme That - 2018: für die Single Successful - 2019: für die Single Order More - 2020: für die Single I’m Me - 2020: für das Album Rebirth - 2020: für das Album Tha Carter - 2020: für die Single Prom Queen - 2020: für das Lied Knockout - 2020: für das Lied 3 Peat - 2020: für das Lied Don’t Cry - 2020: für die Single Mr. Carter - 2020: für die Single Soldier - 2021: für die Single Let Me Love You - 2022: für die Single Gang Gang - 2022: für das Lied Dedicate - 2022: für die Single I’m Single - 2022: für das Lied Let It Fly - 2022: für das Lied Can’t Be Broken - 2024: für die Single Love in This Club, Part II - 2024: für die Single Ball - 2025: für die Single Take It to the Head - 2025: für die Single No New Friends - Vereinigtes Königreich - 2020: für die Single Bedrock - 2021: für die Single Forever (Drake-Lied) - 2021: für die Single The Motto - 2022: für die Autorenbeteiligung Best I Ever Had (\|Drake) - 2023: für die Single Only - 2023: für die Single No Love - 2024: für die Single Lollipop - 2024: für die Single Mirror - 2025: für die Single Love Me | - Australien - 2010: für die Single Down - 2013: für die Single Hello - 2019: für die Single Look at Me Now - 2019: für die Single Mirror - 2019: für die Single Lollipop - 2022: für die Single The Motto - 2024: für die Single Forever (Drake-Lied) - 2024: für die Autorenbeteiligung Best I Ever Had (\|Drake) - Brasilien - 2023: für die Single Let Me Love You - 2024: für die Single Mirror - 2024: für die Single No Love - 2024: für die Single All The Time - Dänemark - 2012: für das Streaming Mirror - 2019: für die Single I’m the One - Italien - 2017: für die Single I’m the One - 2018: für die Single Sucker For Pain - 2019: für die Autorenbeteiligung In My Feelings (Drake) - Kanada - 2009: für das Album Tha Carter III - Mexiko - 2020: für die Single I’m the One - Neuseeland - 2023: für die Single Look at Me Now - 2023: für die Single Lollipop - 2024: für die Single The Motto - 2024: für die Single A Milli - 2025: für das Album Tha Carter III - Polen - 2023: für die Single Sucker For Pain - Portugal - 2022: für die Single I’m the One - 2022: für die Autorenbeteiligung In My Feelings (Drake) - Schweiz - 2018: für die Single I’m the One - Vereinigte Staaten - 2013: für die Single Motivation - 2014: für die Single John - 2016: für die Single Strange Clouds - 2017: für die Single I Can Transform Ya - 2020: für die Single HYFR (Hell Ya Fuckin’ Right) - 2020: für die Single Pop That - 2020: für das Album I Am Not a Human Being II - 2020: für das Lied Blunt Blowin’ - 2020: für die Single No Worries - 2020: für das Album Tha Carter II - 2020: für die Single Uproar - 2020: für die Single Codeine Dreaming - 2022: für die Single High School - 2022: für das Album Tha Carter V - 2022: für die Single Believe Me - 2022: für die Single Fireman - 2022: für das Album I Am Not a Human Being - 2022: für die Single Go DJ - 2022: für das Lied Mona Lisa - 2022: für die Single All The Time - 2025: für das Lied Sticky - Vereinigtes Königreich - 2018: für die Single I’m the One - 2020: für die Autorenbeteiligung In My Feelings (Drake) - 2021: für die Single Loyal (mit Tyga) - 2024: für die Single Down - 2025: für die Single Sucker for Pain - Australien - 2012: für die Single Dedication to My Ex (Miss That) - 2019: für die Single Loyal (mit Too $hort) - 2024: für die Single Only - 2024: für die Single No Love - Brasilien - 2024: für die Single I’m Into You - 2024: für die Single Lollipop - Neuseeland - 2021: für die Autorenbeteiligung In My Feelings (Drake) - 2022: für die Single Sucker For Pain - Norwegen - 2020: für die Single I’m the One - Vereinigte Staaten - 2011: für die Single Bedrock - 2015: für die Single Only - 2018: für die Single Sucker for Pain - 2020: für die Single Got Money - 2022: für die Single Rich as Fuck - 2022: für die Single Mrs. Officer - 2023: für die Single Faded - 2024: für die Single Back That Azz Up - Neuseeland - 2021: für die Single I’m the One - 2025: für die Single Down - 2025: für die Single Loyal - Schweden - 2017: für die Single I’m the One - Vereinigte Staaten - 2011: für die Single Let It Rock - 2018: für die Autorenbeteiligung Best I Ever Had (Drake) - 2022: für die Single She Will - 2022: für die Single Mirror - 2024: für die Single Beware - 2024: für die Single You - Kanada - 2018: für die Autorenbeteiligung In My Feelings (Drake) - Vereinigte Staaten - 2009: für den Mastertone Lollipop - 2020: für das Album Tha Carter IV - 2022: für die Single No Love - 2022: für die Single Drop the World - 2022: für die Single Right Above It - 2025: für die Single I’m on One - Vereinigte Staaten - 2014: für die Single Down - 2018: für die Single Forever (Drake-Lied) - 2022: für die Single A Milli - 2022: für die Single How to Love - Australien - 2024: für die Autorenbeteiligung In My Feelings (Drake) - Kanada - 2019: für die Single I’m the One - Vereinigte Staaten - 2022: für die Single 6 Foot 7 Foot - Australien - 2022: für die Single I’m the One - Vereinigte Staaten - 2022: für das Album Tha Carter III - 2023: für die Single The Motto - 2023: für die Autorenbeteiligung In My Feelings (Drake) - 2025: für die Single Loyal (mit Tyga) - Vereinigte Staaten - 2022: für die Single I’m the One - Brasilien - 2020: für die Single I’m the One - Frankreich - 2023: für die Single I’m the One - 2024: für die Autorenbeteiligung In My Feelings (Drake) - Vereinigte Staaten - 2022: für die Single Lollipop - 2024: für die Single Love Me - 2025: für die Single Look at Me Now - Brasilien - 2024: für die Autorenbeteiligung In My Feelings (Drake) |

## Auszeichnungen nach Alben

### Tha Block Is Hot
| Land/Region               | Auszeichnungen für Musikverkäufe (Land/Region, Auszeichnung, Verkäufe) | Verkäufe  |
| ------------------------- | ---------------------------------------------------------------------- | --------- |
| Vereinigte Staaten (RIAA) | Platin                                                                 | 1.000.000 |
| Insgesamt                 | 1× Platin ·                                                            | 1.000.000 |

### Lights Out
| Land/Region               | Auszeichnungen für Musikverkäufe (Land/Region, Auszeichnung, Verkäufe) | Verkäufe |
| ------------------------- | ---------------------------------------------------------------------- | -------- |
| Vereinigte Staaten (RIAA) | Gold                                                                   | 500.000  |
| Insgesamt                 | 1× Gold ·                                                              | 500.000  |

### 500 Degreez
| Land/Region               | Auszeichnungen für Musikverkäufe (Land/Region, Auszeichnung, Verkäufe) | Verkäufe |
| ------------------------- | ---------------------------------------------------------------------- | -------- |
| Vereinigte Staaten (RIAA) | Gold                                                                   | 500.000  |
| Insgesamt                 | 1× Gold ·                                                              | 500.000  |

### Tha Carter
| Land/Region               | Auszeichnungen für Musikverkäufe (Land/Region, Auszeichnung, Verkäufe) | Verkäufe  |
| ------------------------- | ---------------------------------------------------------------------- | --------- |
| Vereinigte Staaten (RIAA) | Platin                                                                 | 1.000.000 |
| Insgesamt                 | 1× Platin ·                                                            | 1.000.000 |

### Tha Carter II
| Land/Region               | Auszeichnungen für Musikverkäufe (Land/Region, Auszeichnung, Verkäufe) | Verkäufe  |
| ------------------------- | ---------------------------------------------------------------------- | --------- |
| Vereinigte Staaten (RIAA) | 2× Platin                                                              | 2.000.000 |
| Insgesamt                 | 2× Platin ·                                                            | 2.000.000 |

### Like Father, Like Son
| Land/Region               | Auszeichnungen für Musikverkäufe (Land/Region, Auszeichnung, Verkäufe) | Verkäufe |
| ------------------------- | ---------------------------------------------------------------------- | -------- |
| Vereinigte Staaten (RIAA) | Gold                                                                   | 500.000  |
| Insgesamt                 | 1× Gold ·                                                              | 500.000  |

### Tha Carter III
| Land/Region                  | Auszeichnungen für Musikverkäufe (Land/Region, Auszeichnung, Verkäufe) | Verkäufe  |
| ---------------------------- | ---------------------------------------------------------------------- | --------- |
| Australien (ARIA)            | Gold                                                                   | 35.000    |
| Dänemark (IFPI)              | Gold                                                                   | 10.000    |
| Kanada (MC)                  | 2× Platin                                                              | 160.000   |
| Neuseeland (RMNZ)            | 2× Platin                                                              | 30.000    |
| Niederlande (NVPI)           | Gold                                                                   | 15.000    |
| Vereinigte Staaten (RIAA)    | 8× Platin                                                              | 8.000.000 |
| Vereinigtes Königreich (BPI) | Gold                                                                   | 100.000   |
| Insgesamt                    | 4× Gold · 12× Platin ·                                                 | 8.350.000 |

### Rebirth
| Land/Region               | Auszeichnungen für Musikverkäufe (Land/Region, Auszeichnung, Verkäufe) | Verkäufe  |
| ------------------------- | ---------------------------------------------------------------------- | --------- |
| Vereinigte Staaten (RIAA) | Platin                                                                 | 1.000.000 |
| Insgesamt                 | 1× Platin ·                                                            | 1.000.000 |

### I Am Not a Human Being
| Land/Region               | Auszeichnungen für Musikverkäufe (Land/Region, Auszeichnung, Verkäufe) | Verkäufe  |
| ------------------------- | ---------------------------------------------------------------------- | --------- |
| Vereinigte Staaten (RIAA) | 2× Platin                                                              | 2.000.000 |
| Insgesamt                 | 2× Platin ·                                                            | 2.000.000 |

### Tha Carter IV
| Land/Region                  | Auszeichnungen für Musikverkäufe (Land/Region, Auszeichnung, Verkäufe) | Verkäufe  |
| ---------------------------- | ---------------------------------------------------------------------- | --------- |
| Dänemark (IFPI)              | Gold                                                                   | 10.000    |
| Neuseeland (RMNZ)            | Platin                                                                 | 15.000    |
| Vereinigte Staaten (RIAA)    | 5× Platin                                                              | 5.000.000 |
| Vereinigtes Königreich (BPI) | Gold                                                                   | 100.000   |
| Insgesamt                    | 2× Gold · 6× Platin ·                                                  | 5.125.000 |

### I Am Not a Human Being II
| Land/Region               | Auszeichnungen für Musikverkäufe (Land/Region, Auszeichnung, Verkäufe) | Verkäufe  |
| ------------------------- | ---------------------------------------------------------------------- | --------- |
| Kanada (MC)               | Gold                                                                   | 40.000    |
| Neuseeland (RMNZ)         | Gold                                                                   | 7.500     |
| Vereinigte Staaten (RIAA) | 2× Platin                                                              | 2.000.000 |
| Insgesamt                 | 2× Gold · 2× Platin ·                                                  | 2.047.500 |

### Tha Carter V
| Land/Region                  | Auszeichnungen für Musikverkäufe (Land/Region, Auszeichnung, Verkäufe) | Verkäufe  |
| ---------------------------- | ---------------------------------------------------------------------- | --------- |
| Neuseeland (RMNZ)            | Gold                                                                   | 7.500     |
| Vereinigte Staaten (RIAA)    | 2× Platin                                                              | 2.000.000 |
| Vereinigtes Königreich (BPI) | Silber                                                                 | 60.000    |
| Insgesamt                    | 1× Silber · 1× Gold · 2× Platin ·                                      | 2.067.500 |

### I Am Music
| Land/Region                  | Auszeichnungen für Musikverkäufe (Land/Region, Auszeichnung, Verkäufe) | Verkäufe |
| ---------------------------- | ---------------------------------------------------------------------- | -------- |
| Vereinigtes Königreich (BPI) | Gold                                                                   | 100.000  |
| Insgesamt                    | 1× Gold ·                                                              | 100.000  |

## Auszeichnungen nach Singles

### Back That Azz Up
| Land/Region               | Auszeichnungen für Musikverkäufe (Land/Region, Auszeichnung, Verkäufe) | Verkäufe  |
| ------------------------- | ---------------------------------------------------------------------- | --------- |
| Vereinigte Staaten (RIAA) | 3× Platin                                                              | 3.000.000 |
| Insgesamt                 | 3× Platin ·                                                            | 3.000.000 |

### Soldier
| Land/Region                  | Auszeichnungen für Musikverkäufe (Land/Region, Auszeichnung, Verkäufe) | Verkäufe  |
| ---------------------------- | ---------------------------------------------------------------------- | --------- |
| Australien (ARIA)            | Gold                                                                   | 35.000    |
| Neuseeland (RMNZ)            | Gold                                                                   | 5.000     |
| Vereinigte Staaten (RIAA)    | Platin (Single) · + Platin (Mastertone)                                | 2.000.000 |
| Vereinigtes Königreich (BPI) | Silber                                                                 | 200.000   |
| Insgesamt                    | 1× Silber · 2× Gold · 2× Platin ·                                      | 2.240.000 |

### Go DJ
| Land/Region               | Auszeichnungen für Musikverkäufe (Land/Region, Auszeichnung, Verkäufe) | Verkäufe  |
| ------------------------- | ---------------------------------------------------------------------- | --------- |
| Vereinigte Staaten (RIAA) | 2× Platin                                                              | 2.000.000 |
| Insgesamt                 | 2× Platin ·                                                            | 2.000.000 |

### Fireman
| Land/Region               | Auszeichnungen für Musikverkäufe (Land/Region, Auszeichnung, Verkäufe) | Verkäufe  |
| ------------------------- | ---------------------------------------------------------------------- | --------- |
| Vereinigte Staaten (RIAA) | 2× Platin (Single) · + Platin (Mastertone)                             | 3.000.000 |
| Insgesamt                 | 3× Platin ·                                                            | 3.000.000 |

### Hustler Musik
| Land/Region               | Auszeichnungen für Musikverkäufe (Land/Region, Auszeichnung, Verkäufe) | Verkäufe  |
| ------------------------- | ---------------------------------------------------------------------- | --------- |
| Vereinigte Staaten (RIAA) | Platin (Single) · + Platin (Mastertone)                                | 2.000.000 |
| Insgesamt                 | 2× Platin ·                                                            | 2.000.000 |

### Stuntin’ Like My Daddy
| Land/Region               | Auszeichnungen für Musikverkäufe (Land/Region, Auszeichnung, Verkäufe) | Verkäufe  |
| ------------------------- | ---------------------------------------------------------------------- | --------- |
| Vereinigte Staaten (RIAA) | Platin (Single) · + Platin (Mastertone)                                | 2.000.000 |
| Insgesamt                 | 2× Platin ·                                                            | 2.000.000 |

### Gimme That
| Land/Region                  | Auszeichnungen für Musikverkäufe (Land/Region, Auszeichnung, Verkäufe) | Verkäufe  |
| ---------------------------- | ---------------------------------------------------------------------- | --------- |
| Brasilien (PMB)              | Platin                                                                 | 60.000    |
| Vereinigte Staaten (RIAA)    | Platin (Single) · + Gold (Mastertone)                                  | 1.500.000 |
| Vereinigtes Königreich (BPI) | Silber                                                                 | 200.000   |
| Insgesamt                    | 1× Silber · 1× Gold · 2× Platin ·                                      | 1.760.000 |

### Make It Rain
| Land/Region               | Auszeichnungen für Musikverkäufe (Land/Region, Auszeichnung, Verkäufe) | Verkäufe  |
| ------------------------- | ---------------------------------------------------------------------- | --------- |
| Vereinigte Staaten (RIAA) | Platin (Single) · + Gold (Mastertone)                                  | 1.500.000 |
| Insgesamt                 | 1× Gold · 1× Platin ·                                                  | 1.500.000 |

### You
| Land/Region                  | Auszeichnungen für Musikverkäufe (Land/Region, Auszeichnung, Verkäufe) | Verkäufe  |
| ---------------------------- | ---------------------------------------------------------------------- | --------- |
| Vereinigte Staaten (RIAA)    | 4× Platin                                                              | 4.000.000 |
| Vereinigtes Königreich (BPI) | Gold                                                                   | 400.000   |
| Insgesamt                    | 1× Gold · 4× Platin ·                                                  | 4.400.000 |

### Leather So Soft
| Land/Region               | Auszeichnungen für Musikverkäufe (Land/Region, Auszeichnung, Verkäufe) | Verkäufe  |
| ------------------------- | ---------------------------------------------------------------------- | --------- |
| Vereinigte Staaten (RIAA) | Platin                                                                 | 1.000.000 |
| Insgesamt                 | 1× Platin ·                                                            | 1.000.000 |

### We Takin’ Over
| Land/Region               | Auszeichnungen für Musikverkäufe (Land/Region, Auszeichnung, Verkäufe) | Verkäufe  |
| ------------------------- | ---------------------------------------------------------------------- | --------- |
| Kanada (MC)               | Gold                                                                   | 40.000    |
| Vereinigte Staaten (RIAA) | Platin                                                                 | 1.000.000 |
| Insgesamt                 | 1× Gold · 1× Platin ·                                                  | 1.040.000 |

### Sweetest Girl (Dollar Bill)
| Land/Region               | Auszeichnungen für Musikverkäufe (Land/Region, Auszeichnung, Verkäufe) | Verkäufe  |
| ------------------------- | ---------------------------------------------------------------------- | --------- |
| Neuseeland (RMNZ)         | Platin                                                                 | 30.000    |
| Vereinigte Staaten (RIAA) | Platin (Single) · + Gold (Mastertone)                                  | 1.500.000 |
| Insgesamt                 | 1× Gold · 2× Platin ·                                                  | 1.530.000 |

### Duffle Dag Boy
| Land/Region               | Auszeichnungen für Musikverkäufe (Land/Region, Auszeichnung, Verkäufe) | Verkäufe  |
| ------------------------- | ---------------------------------------------------------------------- | --------- |
| Vereinigte Staaten (RIAA) | Platin                                                                 | 1.000.000 |
| Insgesamt                 | 1× Platin ·                                                            | 1.000.000 |

### Pop Bottles
| Land/Region               | Auszeichnungen für Musikverkäufe (Land/Region, Auszeichnung, Verkäufe) | Verkäufe  |
| ------------------------- | ---------------------------------------------------------------------- | --------- |
| Vereinigte Staaten (RIAA) | Gold (Single) · + Platin (Mastertone)                                  | 1.500.000 |
| Insgesamt                 | 1× Gold · 1× Platin ·                                                  | 1.500.000 |

### I’m Me
| Land/Region               | Auszeichnungen für Musikverkäufe (Land/Region, Auszeichnung, Verkäufe) | Verkäufe  |
| ------------------------- | ---------------------------------------------------------------------- | --------- |
| Vereinigte Staaten (RIAA) | Platin                                                                 | 1.000.000 |
| Insgesamt                 | 1× Platin ·                                                            | 1.000.000 |

### Love in This Club, Part II
| Land/Region               | Auszeichnungen für Musikverkäufe (Land/Region, Auszeichnung, Verkäufe) | Verkäufe  |
| ------------------------- | ---------------------------------------------------------------------- | --------- |
| Neuseeland (RMNZ)         | Platin                                                                 | 30.000    |
| Vereinigte Staaten (RIAA) | Platin · + Gold (Mastertone)                                           | 1.500.000 |
| Insgesamt                 | 1× Gold · 2× Platin ·                                                  | 1.530.000 |

### Lollipop
| Land/Region                  | Auszeichnungen für Musikverkäufe (Land/Region, Auszeichnung, Verkäufe) | Verkäufe   |
| ---------------------------- | ---------------------------------------------------------------------- | ---------- |
| Australien (ARIA)            | 2× Platin                                                              | 140.000    |
| Brasilien (PMB)              | 3× Platin                                                              | 180.000    |
| Dänemark (IFPI)              | Gold                                                                   | 45.000     |
| Deutschland (BVMI)           | Gold                                                                   | 150.000    |
| Neuseeland (RMNZ)            | 2× Platin                                                              | 60.000     |
| Vereinigte Staaten (RIAA)    | Diamant · + 5× Platin (Mastertone)                                     | 15.000.000 |
| Vereinigtes Königreich (BPI) | Platin                                                                 | 600.000    |
| Insgesamt                    | 2× Gold · 13× Platin · 1× Diamant ·                                    | 16.175.000 |

### A Milli
| Land/Region                  | Auszeichnungen für Musikverkäufe (Land/Region, Auszeichnung, Verkäufe) | Verkäufe  |
| ---------------------------- | ---------------------------------------------------------------------- | --------- |
| Deutschland (BVMI)           | Gold                                                                   | 150.000   |
| Neuseeland (RMNZ)            | 2× Platin                                                              | 60.000    |
| Vereinigte Staaten (RIAA)    | 6× Platin (Single) · + Platin (Mastertone)                             | 6.000.000 |
| Vereinigtes Königreich (BPI) | Gold                                                                   | 400.000   |
| Insgesamt                    | 2× Gold · 9× Platin ·                                                  | 7.610.000 |

### Cuddy Buddy
| Land/Region               | Auszeichnungen für Musikverkäufe (Land/Region, Auszeichnung, Verkäufe) | Verkäufe |
| ------------------------- | ---------------------------------------------------------------------- | -------- |
| Vereinigte Staaten (RIAA) | Gold                                                                   | 500.000  |
| Insgesamt                 | 1× Gold ·                                                              | 500.000  |

### Got Money
| Land/Region               | Auszeichnungen für Musikverkäufe (Land/Region, Auszeichnung, Verkäufe) | Verkäufe  |
| ------------------------- | ---------------------------------------------------------------------- | --------- |
| Vereinigte Staaten (RIAA) | 3× Platin                                                              | 3.000.000 |
| Insgesamt                 | 3× Platin ·                                                            | 3.000.000 |

### Mr. Carter
| Land/Region               | Auszeichnungen für Musikverkäufe (Land/Region, Auszeichnung, Verkäufe) | Verkäufe  |
| ------------------------- | ---------------------------------------------------------------------- | --------- |
| Vereinigte Staaten (RIAA) | Platin                                                                 | 1.000.000 |
| Insgesamt                 | 1× Platin ·                                                            | 1.000.000 |

### Can’t Believe It
| Land/Region               | Auszeichnungen für Musikverkäufe (Land/Region, Auszeichnung, Verkäufe) | Verkäufe  |
| ------------------------- | ---------------------------------------------------------------------- | --------- |
| Vereinigte Staaten (RIAA) | Platin                                                                 | 1.000.000 |
| Insgesamt                 | 1× Platin ·                                                            | 1.000.000 |

### Mrs. Officer
| Land/Region                  | Auszeichnungen für Musikverkäufe (Land/Region, Auszeichnung, Verkäufe) | Verkäufe  |
| ---------------------------- | ---------------------------------------------------------------------- | --------- |
| Neuseeland (RMNZ)            | Gold                                                                   | 7.500     |
| Vereinigte Staaten (RIAA)    | 3× Platin (Single) · + Platin (Mastertone)                             | 3.000.000 |
| Vereinigtes Königreich (BPI) | Silber                                                                 | 200.000   |
| Insgesamt                    | 1× Silber · 1× Gold · 4× Platin ·                                      | 4.207.500 |

### Prom Queen
| Land/Region               | Auszeichnungen für Musikverkäufe (Land/Region, Auszeichnung, Verkäufe) | Verkäufe  |
| ------------------------- | ---------------------------------------------------------------------- | --------- |
| Vereinigte Staaten (RIAA) | Platin                                                                 | 1.000.000 |
| Insgesamt                 | 1× Platin ·                                                            | 1.000.000 |

### Let It Rock
| Land/Region                  | Auszeichnungen für Musikverkäufe (Land/Region, Auszeichnung, Verkäufe) | Verkäufe  |
| ---------------------------- | ---------------------------------------------------------------------- | --------- |
| Australien (ARIA)            | Platin                                                                 | 70.000    |
| Deutschland (BVMI)           | Gold                                                                   | 150.000   |
| Neuseeland (RMNZ)            | Gold                                                                   | 7.500     |
| Vereinigte Staaten (RIAA)    | 4× Platin                                                              | 4.000.000 |
| Vereinigtes Königreich (BPI) | Gold                                                                   | 400.000   |
| Insgesamt                    | 3× Gold · 5× Platin ·                                                  | 4.627.500 |

### Swagga Like Us
| Land/Region               | Auszeichnungen für Musikverkäufe (Land/Region, Auszeichnung, Verkäufe) | Verkäufe  |
| ------------------------- | ---------------------------------------------------------------------- | --------- |
| Vereinigte Staaten (RIAA) | Platin                                                                 | 1.000.000 |
| Insgesamt                 | 1× Platin ·                                                            | 1.000.000 |

### I’m So Paid
| Land/Region                  | Auszeichnungen für Musikverkäufe (Land/Region, Auszeichnung, Verkäufe) | Verkäufe  |
| ---------------------------- | ---------------------------------------------------------------------- | --------- |
| Brasilien (PMB)              | Platin                                                                 | 60.000    |
| Vereinigte Staaten (RIAA)    | Platin                                                                 | 1.000.000 |
| Vereinigtes Königreich (BPI) | Silber                                                                 | 200.000   |
| Insgesamt                    | 1× Silber · 2× Platin ·                                                | 1.260.000 |

### Turnin Me On
| Land/Region               | Auszeichnungen für Musikverkäufe (Land/Region, Auszeichnung, Verkäufe) | Verkäufe  |
| ------------------------- | ---------------------------------------------------------------------- | --------- |
| Vereinigte Staaten (RIAA) | Platin                                                                 | 1.000.000 |
| Insgesamt                 | 1× Platin ·                                                            | 1.000.000 |

### Successful
| Land/Region               | Auszeichnungen für Musikverkäufe (Land/Region, Auszeichnung, Verkäufe) | Verkäufe  |
| ------------------------- | ---------------------------------------------------------------------- | --------- |
| Vereinigte Staaten (RIAA) | Platin                                                                 | 1.000.000 |
| Insgesamt                 | 1× Platin ·                                                            | 1.000.000 |

### Always Strapped
| Land/Region               | Auszeichnungen für Musikverkäufe (Land/Region, Auszeichnung, Verkäufe) | Verkäufe |
| ------------------------- | ---------------------------------------------------------------------- | -------- |
| Vereinigte Staaten (RIAA) | Gold                                                                   | 500.000  |
| Insgesamt                 | 1× Gold ·                                                              | 500.000  |

### BedRock
| Land/Region                  | Auszeichnungen für Musikverkäufe (Land/Region, Auszeichnung, Verkäufe) | Verkäufe  |
| ---------------------------- | ---------------------------------------------------------------------- | --------- |
| Vereinigte Staaten (RIAA)    | 3× Platin (Single) · + Platin (Mastertone)                             | 4.000.000 |
| Vereinigtes Königreich (BPI) | Platin                                                                 | 600.000   |
| Insgesamt                    | 6× Platin ·                                                            | 4.600.000 |

### Drop the World
| Land/Region                  | Auszeichnungen für Musikverkäufe (Land/Region, Auszeichnung, Verkäufe) | Verkäufe  |
| ---------------------------- | ---------------------------------------------------------------------- | --------- |
| Australien (ARIA)            | Platin                                                                 | 70.000    |
| Brasilien (PMB)              | Gold                                                                   | 30.000    |
| Neuseeland (RMNZ)            | Gold                                                                   | 7.500     |
| Vereinigte Staaten (RIAA)    | 5× Platin                                                              | 5.000.000 |
| Vereinigtes Königreich (BPI) | Gold                                                                   | 400.000   |
| Insgesamt                    | 3× Gold · 6× Platin ·                                                  | 5.507.500 |

### Down
| Land/Region                  | Auszeichnungen für Musikverkäufe (Land/Region, Auszeichnung, Verkäufe) | Verkäufe  |
| ---------------------------- | ---------------------------------------------------------------------- | --------- |
| Australien (ARIA)            | 2× Platin                                                              | 140.000   |
| Brasilien (PMB)              | Gold                                                                   | 30.000    |
| Dänemark (IFPI)              | Platin                                                                 | 90.000    |
| Deutschland (BVMI)           | Gold                                                                   | 150.000   |
| Neuseeland (RMNZ)            | 4× Platin                                                              | 120.000   |
| Schweden (IFPI)              | Platin                                                                 | 40.000    |
| Vereinigte Staaten (RIAA)    | 6× Platin                                                              | 6.000.000 |
| Vereinigtes Königreich (BPI) | 2× Platin                                                              | 1.100.000 |
| Insgesamt                    | 2× Gold · 16× Platin ·                                                 | 7.770.000 |

### Forever(Drake-Lied)
| Land/Region                  | Auszeichnungen für Musikverkäufe (Land/Region, Auszeichnung, Verkäufe) | Verkäufe  |
| ---------------------------- | ---------------------------------------------------------------------- | --------- |
| Australien (ARIA)            | 2× Platin                                                              | 140.000   |
| Brasilien (PMB)              | Gold                                                                   | 30.000    |
| Dänemark (IFPI)              | Gold                                                                   | 45.000    |
| Neuseeland (RMNZ)            | Platin                                                                 | 30.000    |
| Vereinigte Staaten (RIAA)    | 6× Platin                                                              | 6.000.000 |
| Vereinigtes Königreich (BPI) | Platin                                                                 | 600.000   |
| Insgesamt                    | 2× Gold · 10× Platin ·                                                 | 6.845.000 |

### I’m Goin’ In
| Land/Region               | Auszeichnungen für Musikverkäufe (Land/Region, Auszeichnung, Verkäufe) | Verkäufe  |
| ------------------------- | ---------------------------------------------------------------------- | --------- |
| Vereinigte Staaten (RIAA) | Platin                                                                 | 1.000.000 |
| Insgesamt                 | 1× Platin ·                                                            | 1.000.000 |

### Money to Blow
| Land/Region               | Auszeichnungen für Musikverkäufe (Land/Region, Auszeichnung, Verkäufe) | Verkäufe  |
| ------------------------- | ---------------------------------------------------------------------- | --------- |
| Vereinigte Staaten (RIAA) | Platin                                                                 | 1.000.000 |
| Insgesamt                 | 1× Platin ·                                                            | 1.000.000 |

### I Can Transform Ya
| Land/Region                  | Auszeichnungen für Musikverkäufe (Land/Region, Auszeichnung, Verkäufe) | Verkäufe  |
| ---------------------------- | ---------------------------------------------------------------------- | --------- |
| Australien (ARIA)            | Platin                                                                 | 70.000    |
| Neuseeland (RMNZ)            | Platin                                                                 | 15.000    |
| Norwegen (IFPI)              | Gold                                                                   | 5.000     |
| Vereinigte Staaten (RIAA)    | 2× Platin                                                              | 2.000.000 |
| Vereinigtes Königreich (BPI) | Silber                                                                 | 200.000   |
| Insgesamt                    | 1× Silber · 1× Gold · 4× Platin ·                                      | 2.290.000 |

### Revolver
| Land/Region    | Auszeichnungen für Musikverkäufe (Land/Region, Auszeichnung, Verkäufe) | Verkäufe |
| -------------- | ---------------------------------------------------------------------- | -------- |
| Italien (FIMI) | Gold                                                                   | 15.000   |
| Insgesamt      | 1× Gold ·                                                              | 15.000   |

### Give It Up to Me
| Land/Region               | Auszeichnungen für Musikverkäufe (Land/Region, Auszeichnung, Verkäufe) | Verkäufe |
| ------------------------- | ---------------------------------------------------------------------- | -------- |
| Vereinigte Staaten (RIAA) | Gold                                                                   | 500.000  |
| Insgesamt                 | 1× Gold ·                                                              | 500.000  |

### I Made It (Cash Money Heroes)
| Land/Region               | Auszeichnungen für Musikverkäufe (Land/Region, Auszeichnung, Verkäufe) | Verkäufe  |
| ------------------------- | ---------------------------------------------------------------------- | --------- |
| Australien (ARIA)         | Platin                                                                 | 70.000    |
| Vereinigte Staaten (RIAA) | Platin                                                                 | 1.000.000 |
| Insgesamt                 | 2× Platin ·                                                            | 1.070.000 |

### I’m Single
| Land/Region               | Auszeichnungen für Musikverkäufe (Land/Region, Auszeichnung, Verkäufe) | Verkäufe  |
| ------------------------- | ---------------------------------------------------------------------- | --------- |
| Vereinigte Staaten (RIAA) | Platin                                                                 | 1.000.000 |
| Insgesamt                 | 1× Platin ·                                                            | 1.000.000 |

### Women Lie, Men Lie
| Land/Region               | Auszeichnungen für Musikverkäufe (Land/Region, Auszeichnung, Verkäufe) | Verkäufe |
| ------------------------- | ---------------------------------------------------------------------- | -------- |
| Vereinigte Staaten (RIAA) | Gold                                                                   | 500.000  |
| Insgesamt                 | 1× Gold ·                                                              | 500.000  |

### Miss Me
| Land/Region               | Auszeichnungen für Musikverkäufe (Land/Region, Auszeichnung, Verkäufe) | Verkäufe |
| ------------------------- | ---------------------------------------------------------------------- | -------- |
| Vereinigte Staaten (RIAA) | Gold                                                                   | 500.000  |
| Insgesamt                 | 1× Gold ·                                                              | 500.000  |

### Right Above It
| Land/Region                  | Auszeichnungen für Musikverkäufe (Land/Region, Auszeichnung, Verkäufe) | Verkäufe  |
| ---------------------------- | ---------------------------------------------------------------------- | --------- |
| Australien (ARIA)            | Gold                                                                   | 35.000    |
| Vereinigte Staaten (RIAA)    | 5× Platin                                                              | 5.000.000 |
| Vereinigtes Königreich (BPI) | Silber                                                                 | 200.000   |
| Insgesamt                    | 1× Silber · 1× Gold · 5× Platin ·                                      | 5.235.000 |

### No Love
| Land/Region                  | Auszeichnungen für Musikverkäufe (Land/Region, Auszeichnung, Verkäufe) | Verkäufe  |
| ---------------------------- | ---------------------------------------------------------------------- | --------- |
| Australien (ARIA)            | 3× Platin                                                              | 210.000   |
| Brasilien (PMB)              | 2× Platin                                                              | 120.000   |
| Dänemark (IFPI)              | Gold                                                                   | 45.000    |
| Deutschland (BVMI)           | Gold                                                                   | 150.000   |
| Neuseeland (RMNZ)            | Platin                                                                 | 30.000    |
| Österreich (IFPI)            | Gold                                                                   | 15.000    |
| Vereinigte Staaten (RIAA)    | 5× Platin                                                              | 5.000.000 |
| Vereinigtes Königreich (BPI) | Platin                                                                 | 600.000   |
| Insgesamt                    | 3× Gold · 12× Platin ·                                                 | 6.170.000 |

### 6 Foot 7 Foot
| Land/Region                  | Auszeichnungen für Musikverkäufe (Land/Region, Auszeichnung, Verkäufe) | Verkäufe  |
| ---------------------------- | ---------------------------------------------------------------------- | --------- |
| Brasilien (PMB)              | Gold                                                                   | 30.000    |
| Vereinigte Staaten (RIAA)    | 7× Platin                                                              | 7.000.000 |
| Vereinigtes Königreich (BPI) | Silber                                                                 | 200.000   |
| Insgesamt                    | 1× Silber · 1× Gold · 7× Platin ·                                      | 7.230.000 |

### Welcome to My Hood
| Land/Region               | Auszeichnungen für Musikverkäufe (Land/Region, Auszeichnung, Verkäufe) | Verkäufe |
| ------------------------- | ---------------------------------------------------------------------- | -------- |
| Vereinigte Staaten (RIAA) | Gold                                                                   | 500.000  |
| Insgesamt                 | 1× Gold ·                                                              | 500.000  |

### Look at Me Now
| Land/Region                  | Auszeichnungen für Musikverkäufe (Land/Region, Auszeichnung, Verkäufe) | Verkäufe   |
| ---------------------------- | ---------------------------------------------------------------------- | ---------- |
| Australien (ARIA)            | 2× Platin                                                              | 140.000    |
| Neuseeland (RMNZ)            | 2× Platin                                                              | 60.000     |
| Norwegen (IFPI)              | Platin                                                                 | 10.000     |
| Vereinigte Staaten (RIAA)    | Diamant                                                                | 10.000.000 |
| Vereinigtes Königreich (BPI) | Gold                                                                   | 400.000    |
| Insgesamt                    | 1× Gold · 5× Platin · 1× Diamant ·                                     | 10.610.000 |

### John
| Land/Region               | Auszeichnungen für Musikverkäufe (Land/Region, Auszeichnung, Verkäufe) | Verkäufe  |
| ------------------------- | ---------------------------------------------------------------------- | --------- |
| Vereinigte Staaten (RIAA) | 2× Platin                                                              | 2.000.000 |
| Insgesamt                 | 2× Platin ·                                                            | 2.000.000 |

### Bow Chica Wow Wow
| Land/Region               | Auszeichnungen für Musikverkäufe (Land/Region, Auszeichnung, Verkäufe) | Verkäufe  |
| ------------------------- | ---------------------------------------------------------------------- | --------- |
| Vereinigte Staaten (RIAA) | Platin                                                                 | 1.000.000 |
| Insgesamt                 | 1× Platin ·                                                            | 1.000.000 |

### Motivation
| Land/Region                  | Auszeichnungen für Musikverkäufe (Land/Region, Auszeichnung, Verkäufe) | Verkäufe  |
| ---------------------------- | ---------------------------------------------------------------------- | --------- |
| Brasilien (PMB)              | Gold                                                                   | 30.000    |
| Vereinigte Staaten (RIAA)    | 2× Platin                                                              | 2.000.000 |
| Vereinigtes Königreich (BPI) | Silber                                                                 | 200.000   |
| Insgesamt                    | 1× Silber · 1× Gold · 2× Platin ·                                      | 2.230.000 |

### How to Love
| Land/Region                  | Auszeichnungen für Musikverkäufe (Land/Region, Auszeichnung, Verkäufe) | Verkäufe  |
| ---------------------------- | ---------------------------------------------------------------------- | --------- |
| Australien (ARIA)            | Platin                                                                 | 70.000    |
| Brasilien (PMB)              | Platin                                                                 | 60.000    |
| Vereinigte Staaten (RIAA)    | 6× Platin                                                              | 6.000.000 |
| Vereinigtes Königreich (BPI) | Silber                                                                 | 200.000   |
| Insgesamt                    | 1× Silber · 8× Platin ·                                                | 6.330.000 |

### I’m on One
| Land/Region                  | Auszeichnungen für Musikverkäufe (Land/Region, Auszeichnung, Verkäufe) | Verkäufe  |
| ---------------------------- | ---------------------------------------------------------------------- | --------- |
| Brasilien (PMB)              | Gold                                                                   | 30.000    |
| Vereinigte Staaten (RIAA)    | 5× Platin                                                              | 5.000.000 |
| Vereinigtes Königreich (BPI) | Silber                                                                 | 200.000   |
| Insgesamt                    | 1× Silber · 1× Gold · 5× Platin ·                                      | 5.230.000 |

### I’m Into You
| Land/Region                  | Auszeichnungen für Musikverkäufe (Land/Region, Auszeichnung, Verkäufe) | Verkäufe  |
| ---------------------------- | ---------------------------------------------------------------------- | --------- |
| Brasilien (PMB)              | 3× Platin                                                              | 180.000   |
| Deutschland (BVMI)           | Gold                                                                   | 150.000   |
| Italien (FIMI)               | Gold                                                                   | 15.000    |
| Kanada (MC)                  | Gold                                                                   | 40.000    |
| Schweiz (IFPI)               | Gold                                                                   | 15.000    |
| Vereinigte Staaten (RIAA)    | Gold                                                                   | 601.000   |
| Vereinigtes Königreich (BPI) | Gold                                                                   | 400.000   |
| Insgesamt                    | 6× Gold · 3× Platin ·                                                  | 1.401.000 |

### 9 Piece
| Land/Region               | Auszeichnungen für Musikverkäufe (Land/Region, Auszeichnung, Verkäufe) | Verkäufe |
| ------------------------- | ---------------------------------------------------------------------- | -------- |
| Vereinigte Staaten (RIAA) | Gold                                                                   | 500.000  |
| Insgesamt                 | 1× Gold ·                                                              | 500.000  |

### She Will
| Land/Region                  | Auszeichnungen für Musikverkäufe (Land/Region, Auszeichnung, Verkäufe) | Verkäufe  |
| ---------------------------- | ---------------------------------------------------------------------- | --------- |
| Vereinigte Staaten (RIAA)    | 4× Platin                                                              | 4.000.000 |
| Vereinigtes Königreich (BPI) | Silber                                                                 | 200.000   |
| Insgesamt                    | 1× Silber · 4× Platin ·                                                | 4.200.000 |

### Dirty Dancer
| Land/Region               | Auszeichnungen für Musikverkäufe (Land/Region, Auszeichnung, Verkäufe) | Verkäufe |
| ------------------------- | ---------------------------------------------------------------------- | -------- |
| Australien (ARIA)         | Platin                                                                 | 70.000   |
| Kanada (MC)               | Platin                                                                 | 80.000   |
| Vereinigte Staaten (RIAA) | Gold                                                                   | 500.000  |
| Insgesamt                 | 1× Gold · 2× Platin ·                                                  | 650.000  |

### Pop That
| Land/Region               | Auszeichnungen für Musikverkäufe (Land/Region, Auszeichnung, Verkäufe) | Verkäufe  |
| ------------------------- | ---------------------------------------------------------------------- | --------- |
| Kanada (MC)               | Platin                                                                 | 80.000    |
| Vereinigte Staaten (RIAA) | 2× Platin                                                              | 2.000.000 |
| Insgesamt                 | 3× Platin ·                                                            | 2.080.000 |

### Strange Clouds
| Land/Region               | Auszeichnungen für Musikverkäufe (Land/Region, Auszeichnung, Verkäufe) | Verkäufe  |
| ------------------------- | ---------------------------------------------------------------------- | --------- |
| Kanada (MC)               | Gold                                                                   | 40.000    |
| Vereinigte Staaten (RIAA) | 2× Platin                                                              | 2.000.000 |
| Insgesamt                 | 1× Gold · 2× Platin ·                                                  | 2.040.000 |

### The Motto
| Land/Region                  | Auszeichnungen für Musikverkäufe (Land/Region, Auszeichnung, Verkäufe) | Verkäufe  |
| ---------------------------- | ---------------------------------------------------------------------- | --------- |
| Australien (ARIA)            | 2× Platin                                                              | 140.000   |
| Neuseeland (RMNZ)            | 2× Platin                                                              | 60.000    |
| Vereinigte Staaten (RIAA)    | 8× Platin                                                              | 8.000.000 |
| Vereinigtes Königreich (BPI) | Platin                                                                 | 600.000   |
| Insgesamt                    | 13× Platin ·                                                           | 8.800.000 |

### Mirror
| Land/Region                  | Auszeichnungen für Musikverkäufe (Land/Region, Auszeichnung, Verkäufe) | Verkäufe  |
| ---------------------------- | ---------------------------------------------------------------------- | --------- |
| Australien (ARIA)            | 2× Platin                                                              | 140.000   |
| Brasilien (PMB)              | 2× Platin                                                              | 120.000   |
| Dänemark (IFPI)              | Gold                                                                   | 15.000    |
| Deutschland (BVMI)           | Gold                                                                   | 150.000   |
| Vereinigte Staaten (RIAA)    | 4× Platin                                                              | 4.000.000 |
| Vereinigtes Königreich (BPI) | Platin                                                                 | 600.000   |
| Insgesamt                    | 2× Gold · 9× Platin ·                                                  | 5.025.000 |

### Dedication to My Ex (Miss That)
| Land/Region                  | Auszeichnungen für Musikverkäufe (Land/Region, Auszeichnung, Verkäufe) | Verkäufe |
| ---------------------------- | ---------------------------------------------------------------------- | -------- |
| Australien (ARIA)            | 3× Platin                                                              | 210.000  |
| Dänemark (IFPI)              | Gold                                                                   | 15.000   |
| Neuseeland (RMNZ)            | Gold                                                                   | 7.500    |
| Vereinigtes Königreich (BPI) | Gold                                                                   | 400.000  |
| Insgesamt                    | 3× Gold · 3× Platin ·                                                  | 632.500  |

### Faded
| Land/Region               | Auszeichnungen für Musikverkäufe (Land/Region, Auszeichnung, Verkäufe) | Verkäufe  |
| ------------------------- | ---------------------------------------------------------------------- | --------- |
| Vereinigte Staaten (RIAA) | 3× Platin                                                              | 3.000.000 |
| Insgesamt                 | 3× Platin ·                                                            | 3.000.000 |

### Take It to the Head
| Land/Region               | Auszeichnungen für Musikverkäufe (Land/Region, Auszeichnung, Verkäufe) | Verkäufe  |
| ------------------------- | ---------------------------------------------------------------------- | --------- |
| Vereinigte Staaten (RIAA) | Platin                                                                 | 1.000.000 |
| Insgesamt                 | 1× Platin ·                                                            | 1.000.000 |

### My Homies Still
| Land/Region               | Auszeichnungen für Musikverkäufe (Land/Region, Auszeichnung, Verkäufe) | Verkäufe  |
| ------------------------- | ---------------------------------------------------------------------- | --------- |
| Vereinigte Staaten (RIAA) | Platin                                                                 | 1.000.000 |
| Insgesamt                 | 1× Platin ·                                                            | 1.000.000 |

### No Worries
| Land/Region               | Auszeichnungen für Musikverkäufe (Land/Region, Auszeichnung, Verkäufe) | Verkäufe  |
| ------------------------- | ---------------------------------------------------------------------- | --------- |
| Vereinigte Staaten (RIAA) | 2× Platin                                                              | 2.000.000 |
| Insgesamt                 | 2× Platin ·                                                            | 2.000.000 |

### I Can Only Imagine
| Land/Region       | Auszeichnungen für Musikverkäufe (Land/Region, Auszeichnung, Verkäufe) | Verkäufe |
| ----------------- | ---------------------------------------------------------------------- | -------- |
| Australien (ARIA) | Gold                                                                   | 35.000   |
| Insgesamt         | 1× Gold ·                                                              | 35.000   |

### Ball
| Land/Region               | Auszeichnungen für Musikverkäufe (Land/Region, Auszeichnung, Verkäufe) | Verkäufe  |
| ------------------------- | ---------------------------------------------------------------------- | --------- |
| Vereinigte Staaten (RIAA) | Platin                                                                 | 1.000.000 |
| Insgesamt                 | 1× Platin ·                                                            | 1.000.000 |

### HYFR (Hell Ya Fucking Right)
| Land/Region                  | Auszeichnungen für Musikverkäufe (Land/Region, Auszeichnung, Verkäufe) | Verkäufe  |
| ---------------------------- | ---------------------------------------------------------------------- | --------- |
| Australien (ARIA)            | Gold                                                                   | 35.000    |
| Vereinigte Staaten (RIAA)    | 2× Platin                                                              | 2.000.000 |
| Vereinigtes Königreich (BPI) | Silber                                                                 | 200.000   |
| Insgesamt                    | 1× Silber · 1× Gold · 2× Platin ·                                      | 2.235.000 |

### Bandz a Make Her Dance
| Land/Region               | Auszeichnungen für Musikverkäufe (Land/Region, Auszeichnung, Verkäufe) | Verkäufe  |
| ------------------------- | ---------------------------------------------------------------------- | --------- |
| Vereinigte Staaten (RIAA) | Platin                                                                 | 1.000.000 |
| Insgesamt                 | 1× Platin ·                                                            | 1.000.000 |

### Love Me
| Land/Region                  | Auszeichnungen für Musikverkäufe (Land/Region, Auszeichnung, Verkäufe) | Verkäufe   |
| ---------------------------- | ---------------------------------------------------------------------- | ---------- |
| Australien (ARIA)            | Gold                                                                   | 35.000     |
| Brasilien (PMB)              | Platin                                                                 | 60.000     |
| Vereinigte Staaten (RIAA)    | Diamant                                                                | 10.000.000 |
| Vereinigtes Königreich (BPI) | Platin                                                                 | 600.000    |
| Insgesamt                    | 1× Gold · 2× Platin · 1× Diamant ·                                     | 10.695.000 |

### Rich as Fuck
| Land/Region               | Auszeichnungen für Musikverkäufe (Land/Region, Auszeichnung, Verkäufe) | Verkäufe  |
| ------------------------- | ---------------------------------------------------------------------- | --------- |
| Vereinigte Staaten (RIAA) | 3× Platin                                                              | 3.000.000 |
| Insgesamt                 | 3× Platin ·                                                            | 3.000.000 |

### All The Time
| Land/Region                  | Auszeichnungen für Musikverkäufe (Land/Region, Auszeichnung, Verkäufe) | Verkäufe  |
| ---------------------------- | ---------------------------------------------------------------------- | --------- |
| Brasilien (PMB)              | 2× Platin                                                              | 120.000   |
| Dänemark (IFPI)              | Gold                                                                   | 45.000    |
| Neuseeland (RMNZ)            | Platin                                                                 | 30.000    |
| Vereinigte Staaten (RIAA)    | 2× Platin                                                              | 2.000.000 |
| Vereinigtes Königreich (BPI) | Silber                                                                 | 200.000   |
| Insgesamt                    | 1× Silber · 1× Gold · 5× Platin ·                                      | 2.395.000 |

### Karate Chop (Remix)
| Land/Region               | Auszeichnungen für Musikverkäufe (Land/Region, Auszeichnung, Verkäufe) | Verkäufe |
| ------------------------- | ---------------------------------------------------------------------- | -------- |
| Vereinigte Staaten (RIAA) | Gold                                                                   | 500.000  |
| Insgesamt                 | 1× Gold ·                                                              | 500.000  |

### High School
| Land/Region                  | Auszeichnungen für Musikverkäufe (Land/Region, Auszeichnung, Verkäufe) | Verkäufe  |
| ---------------------------- | ---------------------------------------------------------------------- | --------- |
| Australien (ARIA)            | Platin                                                                 | 70.000    |
| Vereinigte Staaten (RIAA)    | 2× Platin                                                              | 2.000.000 |
| Vereinigtes Königreich (BPI) | Silber                                                                 | 200.000   |
| Insgesamt                    | 1× Silber · 3× Platin ·                                                | 2.270.000 |

### No New Friends
| Land/Region               | Auszeichnungen für Musikverkäufe (Land/Region, Auszeichnung, Verkäufe) | Verkäufe  |
| ------------------------- | ---------------------------------------------------------------------- | --------- |
| Vereinigte Staaten (RIAA) | Platin                                                                 | 1.000.000 |
| Insgesamt                 | 1× Platin ·                                                            | 1.000.000 |

### Beware
| Land/Region                  | Auszeichnungen für Musikverkäufe (Land/Region, Auszeichnung, Verkäufe) | Verkäufe  |
| ---------------------------- | ---------------------------------------------------------------------- | --------- |
| Brasilien (PMB)              | Gold                                                                   | 30.000    |
| Vereinigte Staaten (RIAA)    | 4× Platin                                                              | 4.000.000 |
| Vereinigtes Königreich (BPI) | Silber                                                                 | 200.000   |
| Insgesamt                    | 1× Silber · 1× Gold · 4× Platin ·                                      | 4.230.000 |

### Believe Me
| Land/Region               | Auszeichnungen für Musikverkäufe (Land/Region, Auszeichnung, Verkäufe) | Verkäufe  |
| ------------------------- | ---------------------------------------------------------------------- | --------- |
| Vereinigte Staaten (RIAA) | 2× Platin                                                              | 2.000.000 |
| Insgesamt                 | 2× Platin ·                                                            | 2.000.000 |

### Loyal
| Land/Region                  | Auszeichnungen für Musikverkäufe (Land/Region, Auszeichnung, Verkäufe) | Verkäufe  |
| ---------------------------- | ---------------------------------------------------------------------- | --------- |
| Australien (ARIA)            | 3× Platin                                                              | 210.000   |
| Dänemark (IFPI)              | Platin                                                                 | 90.000    |
| Deutschland (BVMI)           | Platin                                                                 | 300.000   |
| Neuseeland (RMNZ)            | 4× Platin                                                              | 120.000   |
| Vereinigte Staaten (RIAA)    | 8× Platin                                                              | 8.000.000 |
| Vereinigtes Königreich (BPI) | 2× Platin                                                              | 1.200.000 |
| Insgesamt                    | 19× Platin ·                                                           | 9.920.000 |

### Buy The World
| Land/Region               | Auszeichnungen für Musikverkäufe (Land/Region, Auszeichnung, Verkäufe) | Verkäufe |
| ------------------------- | ---------------------------------------------------------------------- | -------- |
| Vereinigte Staaten (RIAA) | Gold                                                                   | 500.000  |
| Insgesamt                 | 1× Gold ·                                                              | 500.000  |

### Only
| Land/Region                  | Auszeichnungen für Musikverkäufe (Land/Region, Auszeichnung, Verkäufe) | Verkäufe  |
| ---------------------------- | ---------------------------------------------------------------------- | --------- |
| Australien (ARIA)            | 3× Platin                                                              | 210.000   |
| Brasilien (PMB)              | Platin                                                                 | 60.000    |
| Neuseeland (RMNZ)            | Platin                                                                 | 30.000    |
| Vereinigte Staaten (RIAA)    | 3× Platin                                                              | 3.000.000 |
| Vereinigtes Königreich (BPI) | Platin                                                                 | 600.000   |
| Insgesamt                    | 9× Platin ·                                                            | 3.900.000 |

### Truffle Butter
| Land/Region                  | Auszeichnungen für Musikverkäufe (Land/Region, Auszeichnung, Verkäufe) | Verkäufe |
| ---------------------------- | ---------------------------------------------------------------------- | -------- |
| Australien (ARIA)            | Platin                                                                 | 70.000   |
| Neuseeland (RMNZ)            | Platin                                                                 | 30.000   |
| Vereinigtes Königreich (BPI) | Gold                                                                   | 400.000  |
| Insgesamt                    | 1× Gold · 2× Platin ·                                                  | 500.000  |

### How Many Times
| Land/Region               | Auszeichnungen für Musikverkäufe (Land/Region, Auszeichnung, Verkäufe) | Verkäufe |
| ------------------------- | ---------------------------------------------------------------------- | -------- |
| Vereinigte Staaten (RIAA) | Gold                                                                   | 500.000  |
| Insgesamt                 | 1× Gold ·                                                              | 500.000  |

### Gotta Lotta
| Land/Region               | Auszeichnungen für Musikverkäufe (Land/Region, Auszeichnung, Verkäufe) | Verkäufe |
| ------------------------- | ---------------------------------------------------------------------- | -------- |
| Vereinigte Staaten (RIAA) | Gold                                                                   | 500.000  |
| Insgesamt                 | 1× Gold ·                                                              | 500.000  |

### Order More
| Land/Region               | Auszeichnungen für Musikverkäufe (Land/Region, Auszeichnung, Verkäufe) | Verkäufe  |
| ------------------------- | ---------------------------------------------------------------------- | --------- |
| Kanada (MC)               | Gold                                                                   | 40.000    |
| Vereinigte Staaten (RIAA) | Platin                                                                 | 1.000.000 |
| Insgesamt                 | 1× Gold · 1× Platin ·                                                  | 1.040.000 |

### Let Me Love You
| Land/Region                  | Auszeichnungen für Musikverkäufe (Land/Region, Auszeichnung, Verkäufe) | Verkäufe  |
| ---------------------------- | ---------------------------------------------------------------------- | --------- |
| Australien (ARIA)            | Platin                                                                 | 70.000    |
| Brasilien (PMB)              | 2× Platin                                                              | 120.000   |
| Polen (ZPAV)                 | Gold                                                                   | 10.000    |
| Portugal (AFP)               | Gold                                                                   | 5.000     |
| Vereinigte Staaten (RIAA)    | Platin                                                                 | 1.000.000 |
| Vereinigtes Königreich (BPI) | Gold                                                                   | 400.000   |
| Insgesamt                    | 3× Gold · 4× Platin ·                                                  | 1.605.000 |

### MFN Right
| Land/Region               | Auszeichnungen für Musikverkäufe (Land/Region, Auszeichnung, Verkäufe) | Verkäufe |
| ------------------------- | ---------------------------------------------------------------------- | -------- |
| Vereinigte Staaten (RIAA) | Gold                                                                   | 500.000  |
| Insgesamt                 | 1× Gold ·                                                              | 500.000  |

### Sucker for Pain
| Land/Region                  | Auszeichnungen für Musikverkäufe (Land/Region, Auszeichnung, Verkäufe) | Verkäufe  |
| ---------------------------- | ---------------------------------------------------------------------- | --------- |
| Australien (ARIA)            | Platin                                                                 | 70.000    |
| Belgien (BRMA)               | Gold                                                                   | 15.000    |
| Dänemark (IFPI)              | Platin                                                                 | 90.000    |
| Deutschland (BVMI)           | Platin                                                                 | 400.000   |
| Frankreich (SNEP)            | Platin                                                                 | 133.333   |
| Italien (FIMI)               | 2× Platin                                                              | 100.000   |
| Neuseeland (RMNZ)            | 3× Platin                                                              | 90.000    |
| Polen (ZPAV)                 | 2× Platin                                                              | 100.000   |
| Portugal (AFP)               | Platin                                                                 | 10.000    |
| Schweiz (IFPI)               | Gold                                                                   | 15.000    |
| Spanien (Promusicae)         | Platin                                                                 | 60.000    |
| Vereinigte Staaten (RIAA)    | 3× Platin                                                              | 3.000.000 |
| Vereinigtes Königreich (BPI) | 2× Platin                                                              | 1.200.000 |
| Insgesamt                    | 2× Gold · 18× Platin ·                                                 | 5.283.333 |

### No Problem
| Land/Region                  | Auszeichnungen für Musikverkäufe (Land/Region, Auszeichnung, Verkäufe) | Verkäufe |
| ---------------------------- | ---------------------------------------------------------------------- | -------- |
| Neuseeland (RMNZ)            | Platin                                                                 | 30.000   |
| Vereinigtes Königreich (BPI) | Silber                                                                 | 200.000  |
| Insgesamt                    | 1× Silber · 1× Platin ·                                                | 230.000  |

### I’m the One
| Land/Region                  | Auszeichnungen für Musikverkäufe (Land/Region, Auszeichnung, Verkäufe) | Verkäufe   |
| ---------------------------- | ---------------------------------------------------------------------- | ---------- |
| Australien (ARIA)            | 8× Platin                                                              | 560.000    |
| Belgien (BRMA)               | Platin                                                                 | 30.000     |
| Brasilien (PMB)              | Diamant                                                                | 160.000    |
| Dänemark (IFPI)              | 2× Platin                                                              | 180.000    |
| Deutschland (BVMI)           | Platin                                                                 | 400.000    |
| Frankreich (SNEP)            | Diamant                                                                | 333.333    |
| Italien (FIMI)               | 2× Platin                                                              | 100.000    |
| Kanada (MC)                  | 7× Platin                                                              | 560.000    |
| Mexiko (AMPROFON)            | 2× Platin                                                              | 120.000    |
| Neuseeland (RMNZ)            | 4× Platin                                                              | 120.000    |
| Norwegen (IFPI)              | 3× Platin                                                              | 180.000    |
| Österreich (IFPI)            | Platin                                                                 | 30.000     |
| Polen (ZPAV)                 | Gold                                                                   | 10.000     |
| Portugal (AFP)               | 2× Platin                                                              | 20.000     |
| Schweden (IFPI)              | 4× Platin                                                              | 160.000    |
| Schweiz (IFPI)               | 2× Platin                                                              | 40.000     |
| Spanien (Promusicae)         | Platin                                                                 | 40.000     |
| Vereinigte Staaten (RIAA)    | 9× Platin                                                              | 9.000.000  |
| Vereinigtes Königreich (BPI) | 2× Platin                                                              | 1.200.000  |
| Insgesamt                    | 1× Gold · 51× Platin · 2× Diamant ·                                    | 13.243.333 |

### No Frauds
| Land/Region                  | Auszeichnungen für Musikverkäufe (Land/Region, Auszeichnung, Verkäufe) | Verkäufe |
| ---------------------------- | ---------------------------------------------------------------------- | -------- |
| Australien (ARIA)            | Platin                                                                 | 70.000   |
| Brasilien (PMB)              | Gold                                                                   | 20.000   |
| Kanada (MC)                  | Gold                                                                   | 40.000   |
| Vereinigtes Königreich (BPI) | Silber                                                                 | 200.000  |
| Insgesamt                    | 1× Silber · 2× Gold · 1× Platin ·                                      | 330.000  |

### Love U Better
| Land/Region       | Auszeichnungen für Musikverkäufe (Land/Region, Auszeichnung, Verkäufe) | Verkäufe |
| ----------------- | ---------------------------------------------------------------------- | -------- |
| Neuseeland (RMNZ) | Platin                                                                 | 30.000   |
| Insgesamt         | 1× Platin ·                                                            | 30.000   |

### Codeine Dreaming
| Land/Region               | Auszeichnungen für Musikverkäufe (Land/Region, Auszeichnung, Verkäufe) | Verkäufe  |
| ------------------------- | ---------------------------------------------------------------------- | --------- |
| Vereinigte Staaten (RIAA) | 2× Platin                                                              | 2.000.000 |
| Insgesamt                 | 2× Platin ·                                                            | 2.000.000 |

### Rich Sex
| Land/Region       | Auszeichnungen für Musikverkäufe (Land/Region, Auszeichnung, Verkäufe) | Verkäufe |
| ----------------- | ---------------------------------------------------------------------- | -------- |
| Australien (ARIA) | Gold                                                                   | 35.000   |
| Insgesamt         | 1× Gold ·                                                              | 35.000   |

### Corazón
| Land/Region       | Auszeichnungen für Musikverkäufe (Land/Region, Auszeichnung, Verkäufe) | Verkäufe |
| ----------------- | ---------------------------------------------------------------------- | -------- |
| Frankreich (SNEP) | Platin                                                                 | 200.000  |
| Insgesamt         | 1× Platin ·                                                            | 200.000  |

### Uproar
| Land/Region               | Auszeichnungen für Musikverkäufe (Land/Region, Auszeichnung, Verkäufe) | Verkäufe  |
| ------------------------- | ---------------------------------------------------------------------- | --------- |
| Kanada (MC)               | Gold                                                                   | 40.000    |
| Vereinigte Staaten (RIAA) | 2× Platin                                                              | 2.000.000 |

### Whats Poppin (Remix)
| Land/Region       | Auszeichnungen für Musikverkäufe (Land/Region, Auszeichnung, Verkäufe) | Verkäufe |
| ----------------- | ---------------------------------------------------------------------- | -------- |
| Brasilien (PMB)   | Platin                                                                 | 40.000   |
| Frankreich (SNEP) | Gold                                                                   | 100.000  |
| Insgesamt         | 1× Gold · 1× Platin ·                                                  | 140.000  |

### Gang Gang
| Land/Region               | Auszeichnungen für Musikverkäufe (Land/Region, Auszeichnung, Verkäufe) | Verkäufe  |
| ------------------------- | ---------------------------------------------------------------------- | --------- |
| Kanada (MC)               | Platin                                                                 | 80.000    |
| Vereinigte Staaten (RIAA) | Platin                                                                 | 1.000.000 |
| Insgesamt                 | 2× Platin ·                                                            | 1.080.000 |

### Ay!
| Land/Region | Auszeichnungen für Musikverkäufe (Land/Region, Auszeichnung, Verkäufe) | Verkäufe |
| ----------- | ---------------------------------------------------------------------- | -------- |
| Kanada (MC) | Gold                                                                   | 40.000   |
| Insgesamt   | 1× Gold ·                                                              | 40.000   |

## Auszeichnungen nach Liedern

### Barry Bonds
| Land/Region               | Auszeichnungen für Musikverkäufe (Land/Region, Auszeichnung, Verkäufe) | Verkäufe |
| ------------------------- | ---------------------------------------------------------------------- | -------- |
| Vereinigte Staaten (RIAA) | Gold                                                                   | 500.000  |
| Insgesamt                 | 1× Gold ·                                                              | 500.000  |

### 3 Peat
| Land/Region               | Auszeichnungen für Musikverkäufe (Land/Region, Auszeichnung, Verkäufe) | Verkäufe  |
| ------------------------- | ---------------------------------------------------------------------- | --------- |
| Vereinigte Staaten (RIAA) | Platin                                                                 | 1.000.000 |
| Insgesamt                 | 1× Platin ·                                                            | 1.000.000 |

### See You in My Nightmares
| Land/Region               | Auszeichnungen für Musikverkäufe (Land/Region, Auszeichnung, Verkäufe) | Verkäufe |
| ------------------------- | ---------------------------------------------------------------------- | -------- |
| Vereinigte Staaten (RIAA) | Gold                                                                   | 500.000  |
| Insgesamt                 | 1× Gold ·                                                              | 500.000  |

### Knockout
| Land/Region               | Auszeichnungen für Musikverkäufe (Land/Region, Auszeichnung, Verkäufe) | Verkäufe  |
| ------------------------- | ---------------------------------------------------------------------- | --------- |
| Vereinigte Staaten (RIAA) | Platin                                                                 | 1.000.000 |
| Insgesamt                 | 1× Platin ·                                                            | 1.000.000 |

### Blunt Blowin’
| Land/Region               | Auszeichnungen für Musikverkäufe (Land/Region, Auszeichnung, Verkäufe) | Verkäufe  |
| ------------------------- | ---------------------------------------------------------------------- | --------- |
| Vereinigte Staaten (RIAA) | 2× Platin                                                              | 2.000.000 |
| Insgesamt                 | 2× Platin ·                                                            | 2.000.000 |

### Thug Cry
| Land/Region               | Auszeichnungen für Musikverkäufe (Land/Region, Auszeichnung, Verkäufe) | Verkäufe |
| ------------------------- | ---------------------------------------------------------------------- | -------- |
| Vereinigte Staaten (RIAA) | Gold                                                                   | 500.000  |
| Insgesamt                 | 1× Gold ·                                                              | 500.000  |

### Smuckers
| Land/Region               | Auszeichnungen für Musikverkäufe (Land/Region, Auszeichnung, Verkäufe) | Verkäufe |
| ------------------------- | ---------------------------------------------------------------------- | -------- |
| Vereinigte Staaten (RIAA) | Gold                                                                   | 500.000  |
| Insgesamt                 | 1× Gold ·                                                              | 500.000  |

### Mona Lisa
| Land/Region               | Auszeichnungen für Musikverkäufe (Land/Region, Auszeichnung, Verkäufe) | Verkäufe  |
| ------------------------- | ---------------------------------------------------------------------- | --------- |
| Vereinigte Staaten (RIAA) | 2× Platin                                                              | 2.000.000 |
| Insgesamt                 | 2× Platin ·                                                            | 2.000.000 |

### Don’t Cry
| Land/Region               | Auszeichnungen für Musikverkäufe (Land/Region, Auszeichnung, Verkäufe) | Verkäufe  |
| ------------------------- | ---------------------------------------------------------------------- | --------- |
| Vereinigte Staaten (RIAA) | Platin                                                                 | 1.000.000 |
| Insgesamt                 | 1× Platin ·                                                            | 1.000.000 |

### Let It Fly
| Land/Region               | Auszeichnungen für Musikverkäufe (Land/Region, Auszeichnung, Verkäufe) | Verkäufe  |
| ------------------------- | ---------------------------------------------------------------------- | --------- |
| Vereinigte Staaten (RIAA) | Platin                                                                 | 1.000.000 |
| Insgesamt                 | 1× Platin ·                                                            | 1.000.000 |

### Dedicate
| Land/Region               | Auszeichnungen für Musikverkäufe (Land/Region, Auszeichnung, Verkäufe) | Verkäufe  |
| ------------------------- | ---------------------------------------------------------------------- | --------- |
| Vereinigte Staaten (RIAA) | Platin                                                                 | 1.000.000 |
| Insgesamt                 | 1× Platin ·                                                            | 1.000.000 |

### Can’t Be Broken
| Land/Region               | Auszeichnungen für Musikverkäufe (Land/Region, Auszeichnung, Verkäufe) | Verkäufe  |
| ------------------------- | ---------------------------------------------------------------------- | --------- |
| Vereinigte Staaten (RIAA) | Platin                                                                 | 1.000.000 |
| Insgesamt                 | 1× Platin ·                                                            | 1.000.000 |

### Good Form
| Land/Region                  | Auszeichnungen für Musikverkäufe (Land/Region, Auszeichnung, Verkäufe) | Verkäufe |
| ---------------------------- | ---------------------------------------------------------------------- | -------- |
| Australien (ARIA)            | Platin                                                                 | 70.000   |
| Brasilien (PMB)              | Platin                                                                 | 40.000   |
| Vereinigtes Königreich (BPI) | Silber                                                                 | 200.000  |
| Insgesamt                    | 1× Silber · 2× Platin ·                                                | 310.000  |

### Scared of the Dark
| Land/Region                  | Auszeichnungen für Musikverkäufe (Land/Region, Auszeichnung, Verkäufe) | Verkäufe |
| ---------------------------- | ---------------------------------------------------------------------- | -------- |
| Brasilien (PMB)              | Platin                                                                 | 40.000   |
| Vereinigtes Königreich (BPI) | Silber                                                                 | 200.000  |
| Insgesamt                    | 1× Silber · 1× Platin ·                                                | 240.000  |

### Jealous
| Land/Region               | Auszeichnungen für Musikverkäufe (Land/Region, Auszeichnung, Verkäufe) | Verkäufe |
| ------------------------- | ---------------------------------------------------------------------- | -------- |
| Australien (ARIA)         | Gold                                                                   | 35.000   |
| Vereinigte Staaten (RIAA) | Gold                                                                   | 500.000  |
| Insgesamt                 | 2× Gold ·                                                              | 535.000  |

### Forever(Lil Baby-Lied)
| Land/Region               | Auszeichnungen für Musikverkäufe (Land/Region, Auszeichnung, Verkäufe) | Verkäufe |
| ------------------------- | ---------------------------------------------------------------------- | -------- |
| Vereinigte Staaten (RIAA) | Gold                                                                   | 500.000  |
| Insgesamt                 | 1× Gold ·                                                              | 500.000  |

### Hot Wind Blows(Tyler, the Creator-Lied)
| Land/Region               | Auszeichnungen für Musikverkäufe (Land/Region, Auszeichnung, Verkäufe) | Verkäufe |
| ------------------------- | ---------------------------------------------------------------------- | -------- |
| Vereinigte Staaten (RIAA) | Gold                                                                   | 500.000  |
| Insgesamt                 | 1× Gold ·                                                              | 500.000  |

### God Did(DJ Khaled-Lied)
| Land/Region               | Auszeichnungen für Musikverkäufe (Land/Region, Auszeichnung, Verkäufe) | Verkäufe |
| ------------------------- | ---------------------------------------------------------------------- | -------- |
| Vereinigte Staaten (RIAA) | Gold                                                                   | 500.000  |
| Insgesamt                 | 1× Gold ·                                                              | 500.000  |

### Annihilate
| Land/Region       | Auszeichnungen für Musikverkäufe (Land/Region, Auszeichnung, Verkäufe) | Verkäufe |
| ----------------- | ---------------------------------------------------------------------- | -------- |
| Australien (ARIA) | Gold                                                                   | 35.000   |
| Brasilien (PMB)   | Gold                                                                   | 20.000   |
| Insgesamt         | 2× Gold ·                                                              | 55.000   |

### Sticky
| Land/Region               | Auszeichnungen für Musikverkäufe (Land/Region, Auszeichnung, Verkäufe) | Verkäufe  |
| ------------------------- | ---------------------------------------------------------------------- | --------- |
| Kanada (MC)               | Platin                                                                 | 80.000    |
| Vereinigte Staaten (RIAA) | 2× Platin                                                              | 2.000.000 |
| Insgesamt                 | 3× Platin ·                                                            | 2.080.000 |

## Auszeichnungen nach Autorenbeteiligungen

### Best I Ever Had (Drake)
| Land/Region                  | Auszeichnungen für Musikverkäufe (Land/Region, Auszeichnung, Verkäufe) | Verkäufe  |
| ---------------------------- | ---------------------------------------------------------------------- | --------- |
| Australien (ARIA)            | 2× Platin                                                              | 140.000   |
| Vereinigte Staaten (RIAA)    | Platin (Mastertone) · + 4× Platin (Digital)                            | 5.000.000 |
| Vereinigtes Königreich (BPI) | Platin                                                                 | 600.000   |
| Insgesamt                    | 8× Platin ·                                                            | 5.740.000 |

### Team (Iggy Azalea)
| Land/Region               | Auszeichnungen für Musikverkäufe (Land/Region, Auszeichnung, Verkäufe) | Verkäufe |
| ------------------------- | ---------------------------------------------------------------------- | -------- |
| Brasilien (PMB)           | Platin                                                                 | 60.000   |
| Vereinigte Staaten (RIAA) | Gold                                                                   | 500.000  |
| Insgesamt                 | 1× Gold · 1× Platin ·                                                  | 560.000  |

### Trouble (Offaiah)
| Land/Region                  | Auszeichnungen für Musikverkäufe (Land/Region, Auszeichnung, Verkäufe) | Verkäufe |
| ---------------------------- | ---------------------------------------------------------------------- | -------- |
| Vereinigtes Königreich (BPI) | Silber                                                                 | 200.000  |
| Insgesamt                    | 1× Silber ·                                                            | 200.000  |

### In My Feelings (Drake)
| Land/Region                  | Auszeichnungen für Musikverkäufe (Land/Region, Auszeichnung, Verkäufe) | Verkäufe   |
| ---------------------------- | ---------------------------------------------------------------------- | ---------- |
| Australien (ARIA)            | 7× Platin                                                              | 490.000    |
| Belgien (BRMA)               | Platin                                                                 | 40.000     |
| Brasilien (PMB)              | 2× Diamant                                                             | 320.000    |
| Dänemark (IFPI)              | Platin                                                                 | 90.000     |
| Deutschland (BVMI)           | Gold                                                                   | 200.000    |
| Frankreich (SNEP)            | Diamant                                                                | 333.333    |
| Italien (FIMI)               | 2× Platin                                                              | 100.000    |
| Kanada (MC)                  | 5× Platin                                                              | 400.000    |
| Mexiko (AMPROFON)            | Platin                                                                 | 60.000     |
| Neuseeland (RMNZ)            | 3× Platin                                                              | 90.000     |
| Polen (ZPAV)                 | Platin                                                                 | 50.000     |
| Portugal (AFP)               | 2× Platin                                                              | 20.000     |
| Schweden (IFPI)              | Platin                                                                 | 80.000     |
| Spanien (Promusicae)         | Platin                                                                 | 40.000     |
| Vereinigte Staaten (RIAA)    | 8× Platin                                                              | 8.000.000  |
| Vereinigtes Königreich (BPI) | 2× Platin                                                              | 1.200.000  |
| Insgesamt                    | 1× Gold · 35× Platin · 3× Diamant ·                                    | 11.513.333 |

## Auszeichnungen nach Musikstreamings

### Look at Me Now
| Land/Region     | Auszeichnungen für Musikverkäufe (Land/Region, Auszeichnung, Verkäufe) | Verkäufe |
| --------------- | ---------------------------------------------------------------------- | -------- |
| Dänemark (IFPI) | Gold                                                                   | 900.000  |
| Insgesamt       | 1× Gold ·                                                              | 900.000  |

### Dedication to My Ex (Miss That)
| Land/Region     | Auszeichnungen für Musikverkäufe (Land/Region, Auszeichnung, Verkäufe) | Verkäufe |
| --------------- | ---------------------------------------------------------------------- | -------- |
| Dänemark (IFPI) | Gold                                                                   | 900.000  |
| Insgesamt       | 1× Gold ·                                                              | 900.000  |

### Mirror
| Land/Region     | Auszeichnungen für Musikverkäufe (Land/Region, Auszeichnung, Verkäufe) | Verkäufe  |
| --------------- | ---------------------------------------------------------------------- | --------- |
| Dänemark (IFPI) | 2× Platin                                                              | 1.800.000 |
| Insgesamt       | 2× Platin ·                                                            | 1.800.000 |

### Love Me Again
| Land/Region     | Auszeichnungen für Musikverkäufe (Land/Region, Auszeichnung, Verkäufe) | Verkäufe |
| --------------- | ---------------------------------------------------------------------- | -------- |
| Dänemark (IFPI) | Gold                                                                   | 900.000  |
| Insgesamt       | 1× Gold ·                                                              | 900.000  |

### I’m the One
| Land/Region  | Auszeichnungen für Musikverkäufe (Land/Region, Auszeichnung, Verkäufe) | Verkäufe   |
| ------------ | ---------------------------------------------------------------------- | ---------- |
| Japan (RIAJ) | Gold                                                                   | 50.000.000 |
| Insgesamt    | 1× Gold ·                                                              | 50.000.000 |

## Statistik und Quellen
| Land/RegionAuszeichnungen für Musikverkäufe (Land/Region, Auszeichnungen, Verkäufe, Quellen) | Silber       | Gold         | Platin         | Diamant     | Verkäufe    | Quellen                           |
| -------------------------------------------------------------------------------------------- | ------------ | ------------ | -------------- | ----------- | ----------- | --------------------------------- |
| Australien (ARIA)                                                                            | —            | 9× Gold9     | 55× Platin55   | —           | 4.270.000   | aria.com.au                       |
| Belgien (BRMA)                                                                               | —            | Gold1        | 2× Platin2     | —           | 85.000      | ultratop.be                       |
| Brasilien (PMB)                                                                              | —            | 9× Gold9     | 24× Platin24   | 3× Diamant3 | 2.090.000   | pro-musicabr.org.br               |
| Dänemark (IFPI)                                                                              | —            | 11× Gold11   | 8× Platin8     | —           | 780.000     | ifpi.dk                           |
| Deutschland (BVMI)                                                                           | —            | 8× Gold8     | 3× Platin3     | —           | 2.350.000   | musikindustrie.de                 |
| Frankreich (SNEP)                                                                            | —            | Gold1        | 2× Platin2     | 2× Diamant2 | 1.099.999   | snepmusique.com                   |
| Italien (FIMI)                                                                               | —            | 2× Gold2     | 6× Platin6     | —           | 330.000     | fimi.it                           |
| Japan (RIAJ)                                                                                 | —            | Gold1        | —              | —           | —           | riaj.or.jp                        |
| Kanada (MC)                                                                                  | —            | 8× Gold8     | 18× Platin18   | —           | 1.760.000   | musiccanada.com                   |
| Mexiko (AMPROFON)                                                                            | —            | —            | 3× Platin3     | —           | 180.000     | amprofon.com.mx                   |
| Neuseeland (RMNZ)                                                                            | —            | 7× Gold7     | 39× Platin39   | —           | 1.160.000   | aotearoamusiccharts.co.nz NZ2 NZ3 |
| Niederlande (NVPI)                                                                           | —            | Gold1        | —              | —           | 15.000      | nvpi.nl                           |
| Norwegen (IFPI)                                                                              | —            | Gold1        | 4× Platin4     | —           | 195.000     | ifpi.no                           |
| Österreich (IFPI)                                                                            | —            | Gold1        | Platin1        | —           | 45.000      | ifpi.at                           |
| Polen (ZPAV)                                                                                 | —            | 2× Gold2     | 3× Platin3     | —           | 170.000     | olis.pl                           |
| Portugal (AFP)                                                                               | —            | Gold1        | 5× Platin5     | —           | 55.000      | Einzelnachweise                   |
| Schweden (IFPI)                                                                              | —            | —            | 6× Platin6     | —           | 280.000     | sverigetopplistan.se              |
| Schweiz (IFPI)                                                                               | —            | 2× Gold2     | 2× Platin2     | —           | 70.000      | hitparade.ch                      |
| Spanien (Promusicae)                                                                         | —            | —            | 3× Platin3     | —           | 140.000     | elportaldemusica.es               |
| Vereinigte Staaten (RIAA)                                                                    | —            | 33× Gold33   | 241× Platin241 | 3× Diamant3 | 287.601.000 | riaa.com                          |
| Vereinigtes Königreich (BPI)                                                                 | 21× Silber21 | 12× Gold12   | 19× Platin19   | —           | 19.360.000  | bpi.co.uk                         |
| Insgesamt                                                                                    | 21× Silber21 | 110× Gold110 | 444× Platin444 | 8× Diamant8 |             |                                   |